# Medelby Sogn
Medelby Sogn (på tysk Kirchspiel Medelby) er et sogn i det nordlige Sydslesvig, tidligere i Kær Herred (Tønder Amt), nu kommunerne Bøgslund, Holt, Jardelund, Medelby, Skovlund, Vesby og Østerby i Slesvig-Flensborg Kreds i delstaten Slesvig-Holsten. 
I Medelby Sogn findes flg. stednavne:
- Aabro (Abro)
- Bøgelhuse
- Bøgslund (Böxlund)
- Holt
- Horsbæk (Horsbek)
- Jardelund (på dansk også Jarlund)
- Medelby
- Strøsand (også Strygsand)
- Vesby (Weesby)
- Vesbylund
- Østerby (Osterby)